# Шапиро, Лазарь Моисеевич
Лазарь Моисеевич Шапиро (12 апреля 1938, Минск — 1 марта 2013) — советский тренер по вольной борьбе. Заслуженный тренер БССР (1971) и СССР (1973). Многократный чемпион республики (1957—1964).

## Тренерская карьера
Подготовил чемпиона мира и Европы Василия Сюльжина, чемпиона СССР, призёра чемпионатов мира и Европы В. Зильбермана, чемпиона мира среди юниоров, чемпиона СССР А. Марковича, чемпиона СССР среди юношей, чемпиона БССР И. Мельцера.